# Maribel Núñez-Valdez
Maribel Núñez Valdez ist Professorin für Atomistische Materialforschung an der Johann Wolfgang Goethe-Universität Frankfurt am Main und Wissenschaftlerin am Helmholtz-Zentrum Potsdam – Deutsches GeoForschungsZentrum.

## Werdegang
An der Nationale Autonome Universität von Mexiko schloss Núñez Valdez 2003 ihren Bachelor of Science in Physik und 2004 ihren Master of Science in Kernphysik ab. Im Jahr 2009 schloss sie einen zweiten Master-Abschluss in Theoretischer Hochenergiephysik an der University of Minnesota ab. Im Jahr 2011 schloss sie auch ihre Promotion an der University of Minnesota ab. Das Thema ihrer Dissertation lautete „Structural and Elastic Properties of Fe-Bearing Mg2SiO4 Polymorphs at High Pressures and Temperatures: A First-Principles Study“. Danach war sie bis Oktober 2012 als Postdoc an der University of Minnesota tätig. Von 2013 bis 2015 war sie als Postdoktorandin an der ETH Zürich tätig. Von 2015 bis 2016 war sie Forschungsstipendiatin am Moskauer Institut für Physik und Technologie. Seit 2017 ist sie Forschungsgruppenleiterin am Helmholtz-Zentrum Potsdam – Deutsches GeoForschungsZentrum und seit Oktober 2018 auch W2-Professorin für Atomistische Materialforschung an der Johann Wolfgang Goethe-Universität Frankfurt am Main.

## Forschung
Ihre Forschung beschäftigt sich mit First-principles-Methoden um strukturelle, elektronische, magnetische, elastische und Schwingungseigenschaften Materialien wegen ihrer Bedeutung für technologische Anwendungen zu untersuchen und die Entwicklung der Erde und anderer Planeten und Exoplaneten zu verstehen.